# Alucita euscripta
Alucita euscripta är en fjärilsart som beskrevs av Joel Minet 1976. Alucita euscripta ingår i släktet Alucita och familjen mångfliksmott, (Alucitidae). Inga underarter finns listade i Catalogue of Life.